# Coriolano (Shakespeare)
(William Shakespeare - Coriolano)
Coriolano (Coriolanus) è una tragedia in cinque atti databile al 1607-1608 del drammaturgo inglese William Shakespeare. La trama dell'opera è ispirata alla vita del leggendario condottiero romano Caio Marzio Coriolano, così come descritta nelle Vite parallele di Plutarco e nell'Ab Urbe condita di Tito Livio.

## Trama
La tragedia è ambientata a Roma, poco dopo la cacciata dei re etruschi della dinastia dei Tarquini. La città è in preda a una sommossa dopo che le scorte di grano sono state negate al popolo. I rivoltosi sono particolarmente adirati con Caio Marzio, un valoroso generale che incolpano della sparizione delle scorte alimentari. Incontrano dapprima un patrizio di nome Menenio Agrippa, quindi Caio Marzio stesso. Menenio tenta di placare i rivoltosi, mentre Caio Marzio si mostra sprezzante e dice che i plebei non meritano il grano perché non hanno servito l'esercito. Due tribuni della plebe, Bruto e Sicinio, denunciano personalmente Caio Marzio che lascia Roma quando giunge la notizia che l'esercito dei Volsci è pronto a dare battaglia.
Il capo dell'esercito dei Volsci, Tullo Aufidio, si è varie volte scontrato con Caio Marzio e lo considera un nemico giurato. L'esercito romano è guidato da Cominio, mentre Caio Marzio è il suo secondo. Mentre Cominio conduce i suoi soldati contro l'esercito di Aufidio, Caio Marzio guida una sortita contro la città volsca di Corioli. L'assedio di Corioli è inizialmente infruttuoso, ma Marzio riesce poi ad aprire con la forza le porte della città e a conquistarla per Roma. Anche se esausto per la battaglia, Marzio raggiunge velocemente Cominio e si batte contro le rimanenti forze dei Volsci. Lui e Aufidio si sfidano a un duello che termina solo quando i soldati di Aufidio lo trascinano via dalla battaglia.
In segno di riconoscimento per il suo incredibile valore Cominio concede a Marzio il soprannome onorifico di "Coriolano". Quando tornano a Roma Veturia, la madre di Coriolano, incoraggia il figlio a candidarsi alla carica di console. Coriolano esita ma alla fine cede ai desideri della madre. Grazie al sostegno del Senato vince senza difficoltà e sulle prime sembra avere la meglio anche sugli oppositori della fazione popolare. Tuttavia Bruto e Sicinio tramano per distruggerlo e aizzano un'altra rivolta contro la sua elezione a console. Di fronte a tutto ciò Coriolano si infuria e critica duramente il concetto di governo del popolo. Paragona il permettere ai plebei di esercitare il potere sui patrizi al concedere "ai corvi di prendere a beccate le aquile". Per queste parole i due tribuni lo condannano come traditore e ordinano che sia mandato in esilio.
Dopo essere stato esiliato da Roma Coriolano si reca da Aufidio nella capitale dei Volsci e gli propone di guidare il suo esercito alla vittoria contro Roma. Aufidio e i nobili volsci abbracciano Coriolano e gli concedono di condurre un nuovo assalto contro la città. Roma, in preda al panico, cerca disperatamente di convincere Coriolano ad abbandonare i suoi propositi di vendetta, ma né Cominio né Menenio riescono nell'intento. A questo punto viene mandata a incontrare il figlio Veturia, insieme alla moglie e al figlio di Coriolano: la donna riesce a dissuadere il figlio dal distruggere Roma. Invece di muovere battaglia conclude un trattato di pace tra i Volsci e i Romani. Quando però Coriolano torna nella capitale dei Volsci, dei congiurati guidati da Aufidio lo uccidono per il suo tradimento.

## Composizione e stampa
Fu pubblicata per la prima volta nel First folio del 1623. Alcuni particolari del testo, come la non comune cura delle didascalie sceniche, hanno suggerito ad alcuni studiosi shakespeariani che quel particolare testo fosse stato preparato per essere utilizzato come copione per un allestimento teatrale.

## Rappresentazioni e adattamenti

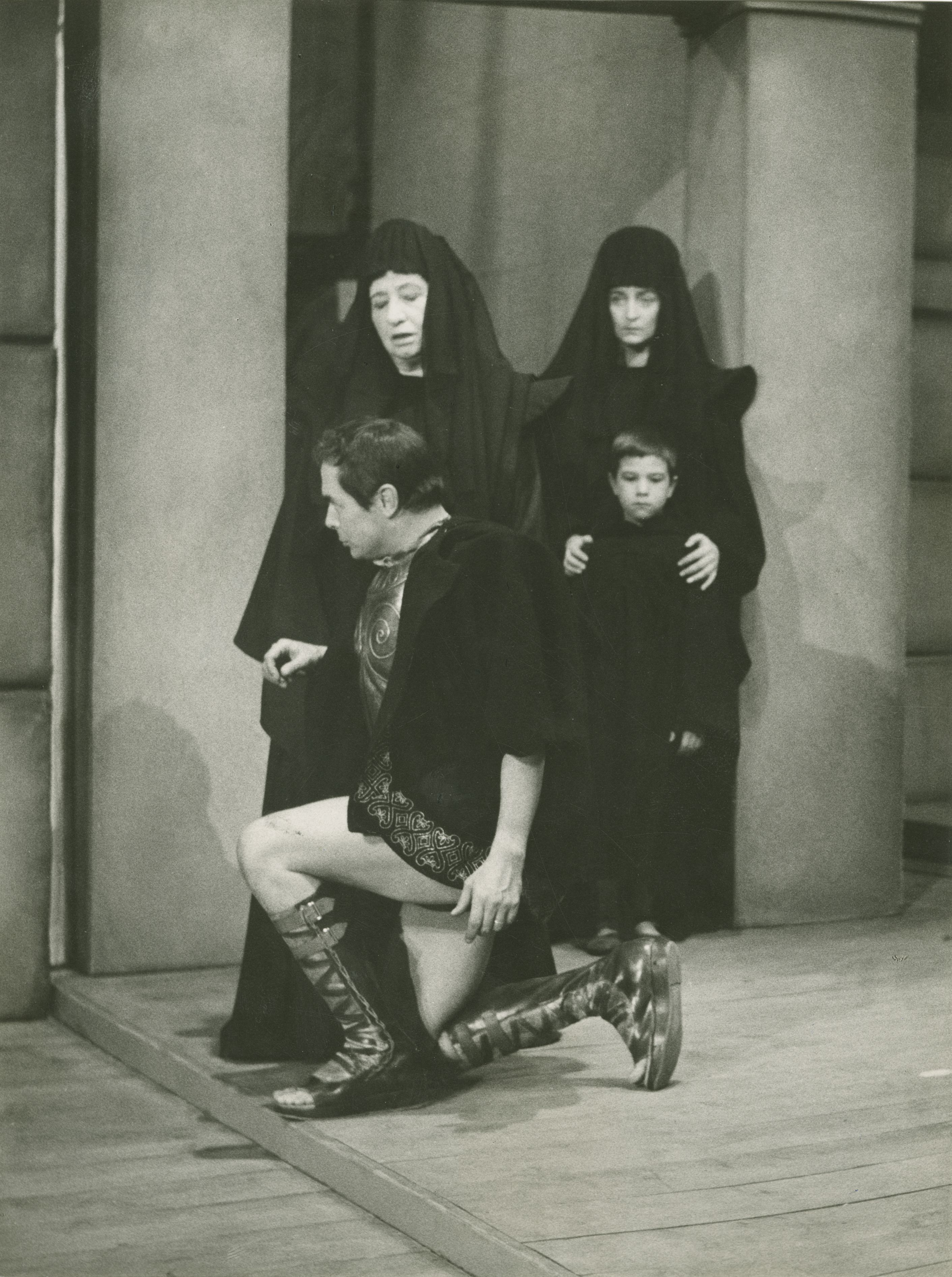
Piccolo Teatro di Milano, stagione 1957/58. Tino Carraro, Wanda Capodaglio, Gabriella Giacobbe e un bambino attore in una scena della tragedia, con la regia di Giorgio Strehler.

Come accade per altre opere di Shakespeare, come Tutto è bene quel che finisce bene o Timone d'Atene, non esistono testimonianze di allestimenti di Coriolano antecedenti al periodo della restaurazione inglese. Per la prima rappresentazione, di cui si abbia notizia, al Drury Lane, venne usata la cruenta rielaborazione che nel 1682 ne fece Nahum Tate. Un adattamento successivo, The Invader of His Country, or The Fatal Resentment di John Dennis, nel 1719 fu tolto dal cartellone per il malcontento del pubblico dopo tre sole rappresentazioni. Solo nel 1754 David Garrick si riaccostò al testo shakespeariano interpretandolo in un allestimento del Drury Lane.
Il più famoso Coriolano della storia è certamente Laurence Olivier, che per primo riscosse un enorme successo interpretando la parte nel 1937 all'Old Vic Theatre, ripetendosi poi con successo ancora maggiore nel 1955 allo Shakespeare Memorial Theatre. Divenne celebre perché in quest'ultimo allestimento interpretò la scena della morte di Coriolano lasciandosi cadere all'indietro da un'alta pedana e restando appeso a testa in giù, un chiaro riferimento alla fine di Mussolini. Altri famosi interpreti contemporanei di Coriolano sono stati Ian McKellen, Ralph Fiennes e Tom Hiddleston.